# Seymour (Indiana)
Seymour is een plaats (city) in de Amerikaanse staat Indiana, en valt bestuurlijk gezien onder Jackson County.

## Demografie
Bij de volkstelling in 2000 werd het aantal inwoners vastgesteld op 18.101.
In 2006 is het aantal inwoners door het United States Census Bureau geschat op 19.111, een stijging van 1010 (5,6%).

## Geografie
Volgens het United States Census Bureau beslaat de plaats een oppervlakte van
28,1 km², geheel bestaande uit land. Seymour ligt op ongeveer 171 m boven zeeniveau.

## Plaatsen in de nabije omgeving
De onderstaande figuur toont nabijgelegen plaatsen in een straal van 24 km rond Seymour.

## Geboren in Seymour
- John Mellencamp (1951), rockmuzikant